# Anastázie Michajlovna Ruská
Anastázie Michajlovna Romanovová (rusky Анастасия Михайловна; 28. července 1860, Petěrgof, Rusko – 11. března 1922, Èze, Francie) byla ruská velkokněžna, vnučka cara Mikuláše I. a sňatkem velkovévodkyně meklenburská.

## Život
Anastázie byla jediná dcera velkoknížete Michaila Nikolajeviče (1832–1909) a jeho manželky princezny Cecílie Bádenské (1839–1891), dcery velkovévody Leopolda I. Bádenského a jeho choti princezny Sophie Wilhelmine von Holstein-Gottorp a Švédské. V roce 1862 byl její otec jmenován místokrálem Kavkazu a Gruzie. Anastázie vyrůstala se svými šesti bratry ve Tiflisu a Petrohradě. V rodinném kruhu ji nazývali „Stasie“ a byla miláčkem svého otce. Ke svému staršímu bratrovi Nikolajovi měla zvláště blízko, neboť s ním sdílela umělecké zájmy.
V roce 1878 její matka Cecílie Bádenská a velkokněžna Marie Pavlovna (1854–1920), manželka Vladimíra Alexandroviče (1847–1909), dohodly sňatek Anastázie s Mariiným starším bratrem, dědičným velkovévodou Bedřichem Františkem III. Meklenbursko-Zvěřínským. Jejich babičky, Alexandra a Šarlota Pruská, byly sestry a obě byly přímými potomky ruského cara Pavla I. Na jaře 1878 přicestoval Bedřich František do Tiflisu, aby požádal Anastáziiny rodiče o její ruku. Zasnoubení bylo oznámeno 4. května a v říjnu s rodinou odcestovala do Petrohradu přichystat svatbu.
24. ledna 1879 se Anastázie v Zimním paláci podle ruského pravoslavného a protestantského ritu s Bedřichem vzali.
8. února 1879 přicestovali novomanželé do Zvěřína, kde se mladý pár usídlil v Marienpalais. Staromódní a chladná atmosféra zvěřínského dvora ještě zhoršila Anastáziinu nechuť vůči nové vlasti. Jelikož její muž začal trpět silnými zdravotními problémy, byla nucena podnikat s ním časté cesty na zotavenou. Na jedné z těchto cest je dostihla v Palermu zpráva o smrti meklenburského velkovévody. Ten zemřel 15. dubna 1883 a návrat do Zvěřína k převzetí panovnických povinností byl nezbytný. Nicméně zdravotní stav nového velkovévody je brzy donutil opět odcestovat do mírnějšího podnebí. Bylo dosaženo kompromisu, kdy se velkovévodský pár pět měsíců zdržel ve Zvěříně a ostatní měsíce v roce trávil na oblíbených místech. V letech 1887 až 1895 pobývali manželé od listopadu do května v Cannes. Dochovaná Anastáziina korespondence prozrazuje vřelou, láskyplnou osobu, která se těší ze života. I přes své výstřelky nikdy nepozbyla náklonnosti svého manžela.

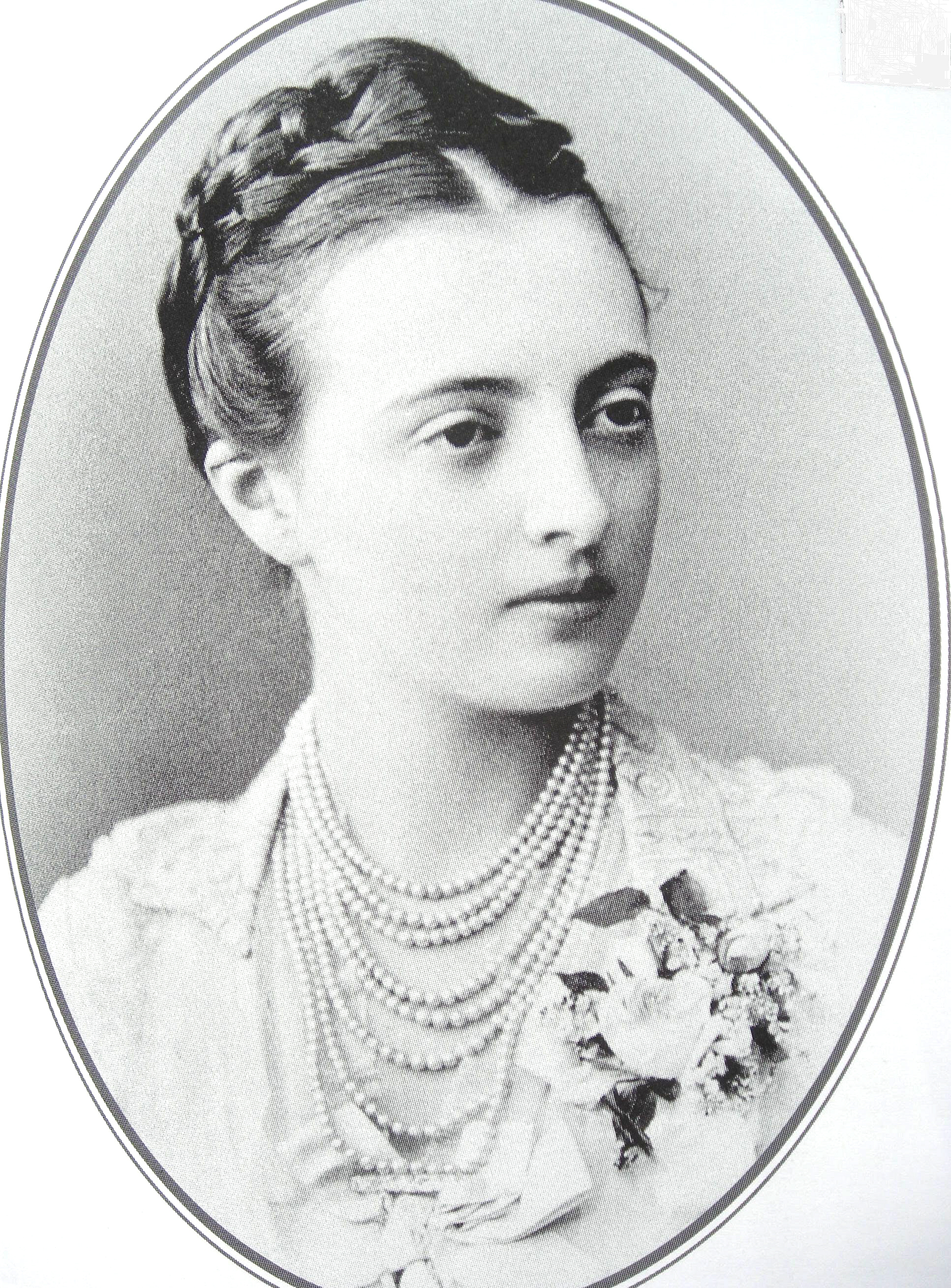
Medailon s podobiznou Anastázie

### Skandál u dvora
V průběhu let se zdraví jejího muže stále zhoršovalo, ale jeho náhlý skon vyvolal skandál: v časných ranních hodinách 10. dubna 1897 byl velkovévoda Bedřich František nalezen kočím v bezvědomí na ulici pod balkonovým zábradlím svého domu ve francouzském Cannes. Patrně se pokusil o sebevraždu. Byl přenesen zpět do vily, kde následkům svých zranění podlehl. Předešlé noci Anastázie pořádala soirée, kterého se její muž vinou svého špatného zdravotního stavu nemohl zúčastnit. Jelikož byla Anastázie ve Zvěříně velmi neoblíbená, byla spojována se smrtí svého muže. Smrt velkovévody byla posouzena jako nehoda, i když šlo o sebevraždu. Velkovévodkyně Anastázie zdědila jeho soukromý majetek (vilu v Cannes), švagr, vévoda Johann Albrecht Meklenburský převzal regentství za jejího nezletilého syna Fridricha Františka. Po smrti svého muže pobývala Anastázie ve Zvěříně již jen zřídka, dávala přednost životu na Azurovém pobřeží, v Petrohradu, Paříži nebo v Londýně.
Zanedlouho se její osobní tajemník, Vladimír Alexandrovič Paltov (1874–1944), stal jejím milencem. V roce 1902 s ním otěhotněla. Nejprve měla podezření na nádor v oblasti břicha, krátce před porodem onemocněla planými neštovicemi, a byla tudíž nucena uchýlit se do karantény. Její nemanželský syn, Alexis Louis von Wenden, se narodil 23. prosince 1902 v Nice. Později studoval na jistém Internátu v Normandii.

### Pozdější roky

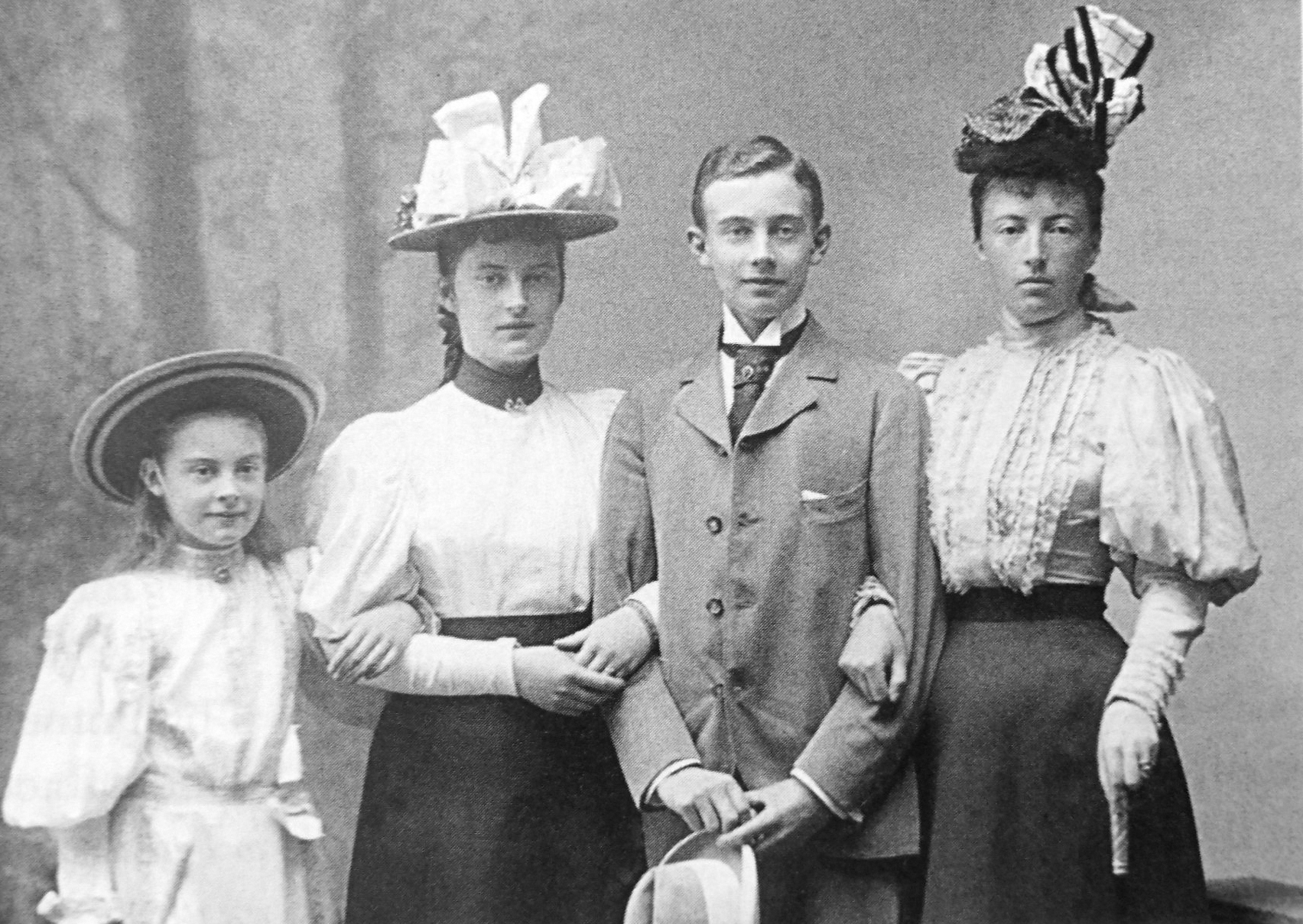
Ruská velkokněžna Anastázie Michajlovna se svými třemi dětmi: Cecílií, Alexandrinou a Fridrichem Františkem, 1890

V létě 1914, krátce před vypuknutím první světové války, navštívila velkovévodkyně Anastázie svého bratra velkoknížete Michaila Michajloviče a jeho rodinu v Anglii. Lidé po rakouském ultimátu očekávali vypuknutí války, ona však psala v dopise svému bratranci, ruskému carovi Mikuláši II., ["…doufám, že válka nevypukne a my se jednoho dne opět všichni shledáme."] Konflikt ji postavil do strašné situace. Obě její děti se postavily na německou stranu, zatímco její bratři bojovali za Rusko. Ona, sňatkem německá kněžna, mohla nyní žít pouze buď ve Francii, nebo v německém Zvěříně. Nakonec se rozhodla pro neutrální Švýcarsko a válku strávila v hotelu Savoy v Lausanne. Svou vilu v Cannes dala zdarma k dispozici jako špitál.
Během války očekávala zprávy od své dcery korunní princezny Cecílie a svého syna velkovévody Fridricha Františka IV., přes její dceru královnu Alexandrinu Dánskou. Bolševici během ruské Říjnové revoluce zavraždili její bratry Nikolaje, Georgije a Sergeje. Rozbití německé monarchie na konci války znamenalo ztrátu koruny jak pro jejího syna, tak i pro její dceru.
Po skončení války se rozhodla odcestovat spolu s Jekatěrinou Michajlovnou Dolgorukou zpět do Francie. Ve Villa Fantasia v Èze poblíž Cannes prožila své polední roky. Zemřela na záchvat mrtvice 11. března 1922 v Èze. Byla pohřbena po boku svého manžela v Ludwigslust. Díky jejímu skonu se její děti poprvé od roku 1914 znovu setkaly.

## Zajímavosti
- Velkovévodkyně Anastázie Meklenbursko-Zvěřínská byla pro svou náklonnost k Francii v Německu značně nepopulární. Císař Vilém II. jí umožnil pouze dvakrát pobýt u berlínského dvora: v roce 1905 u příležitosti svatby její mladší dcery s korunním princem a podruhé v roce 1906 při narození jejich prvního syna, Viléma. Poté zde byla nežádoucí.

## Potomstvo
24. ledna 1879 se v Zimním paláci provdala za meklenburského velkovévodu Fridricha Františka III. Narodily se jim tři děti:
- Alexandrina (24. prosince 1879 – 28. prosince 1952), ⚭ 1898 Kristián X. (26. září 1870 – 20. dubna 1947), v letech 1912–1947 dánský a mezi lety 1918–1944 islandský král
- Fridrich František (9. dubna 1882 – 17. listopadu 1945), velkovévoda meklenbursko-zvěřínský, ⚭ 1904 Alexandra Hannoverská (29. září 1882 – 30. srpna 1963)
- Cecilie (20. září 1886 – 28. prosince 1954), ⚭ 1905 Vilém Pruský (6. května 1882 – 20. července 1951), korunní princ Německé říše a Pruska

Ze vztahu s jejím osobním sekretářem Vladimírem Alexandrovičem Paltovem (1874–1944) se narodil syn:
- Alexis Louis von Wenden (23. prosince 1902 – 7. července 1976), ⚭ 1929 Paulette Seuxová (1908–1975)

## Vývod z předků
|                             |                                    |  |                             |                                       |  |  |  |  |  |  |  | Petr III. Ruský |
|                             |                                    |  |                             |                                       |  |  |  |  |  |  |  |                 |
|                             | Pavel I. Ruský                     |  |                             |                                       |  |  |  |  |  |  |  |                 |
|                             |                                    |  |                             |                                       |  |  |  |  |  |  |  |                 |
|                             |                                    |  |                             | Kateřina II. Veliká                   |  |  |  |  |  |  |  |                 |
|                             |                                    |  |                             |                                       |  |  |  |  |  |  |  |                 |
|                             | Mikuláš I. Pavlovič                |  |                             |                                       |  |  |  |  |  |  |  |                 |
|                             |                                    |  |                             |                                       |  |  |  |  |  |  |  |                 |
|                             |                                    |  |                             | Fridrich II. Evžen Württemberský      |  |  |  |  |  |  |  |                 |
|                             |                                    |  |                             |                                       |  |  |  |  |  |  |  |                 |
|                             | Žofie Dorota Württemberská         |  |                             |                                       |  |  |  |  |  |  |  |                 |
|                             |                                    |  |                             |                                       |  |  |  |  |  |  |  |                 |
|                             |                                    |  |                             | Bedřiška Braniborsko-Schwedtská       |  |  |  |  |  |  |  |                 |
|                             |                                    |  |                             |                                       |  |  |  |  |  |  |  |                 |
|                             | Michail Nikolajevič Ruský          |  |                             |                                       |  |  |  |  |  |  |  |                 |
|                             |                                    |  |                             |                                       |  |  |  |  |  |  |  |                 |
|                             |                                    |  |                             | Fridrich Vilém II.                    |  |  |  |  |  |  |  |                 |
|                             |                                    |  |                             |                                       |  |  |  |  |  |  |  |                 |
|                             | Fridrich Vilém III.                |  |                             |                                       |  |  |  |  |  |  |  |                 |
|                             |                                    |  |                             |                                       |  |  |  |  |  |  |  |                 |
|                             |                                    |  |                             | Frederika Luisa Hesensko-Darmstadtská |  |  |  |  |  |  |  |                 |
|                             |                                    |  |                             |                                       |  |  |  |  |  |  |  |                 |
|                             | Šarlota Pruská                     |  |                             |                                       |  |  |  |  |  |  |  |                 |
|                             |                                    |  |                             |                                       |  |  |  |  |  |  |  |                 |
|                             |                                    |  |                             | Karel II. Meklenbursko-Střelický      |  |  |  |  |  |  |  |                 |
|                             |                                    |  |                             |                                       |  |  |  |  |  |  |  |                 |
|                             | Luisa Meklenbursko-Střelická       |  |                             |                                       |  |  |  |  |  |  |  |                 |
|                             |                                    |  |                             |                                       |  |  |  |  |  |  |  |                 |
|                             |                                    |  |                             | Frederika Hesensko-Darmstadtská       |  |  |  |  |  |  |  |                 |
|                             |                                    |  |                             |                                       |  |  |  |  |  |  |  |                 |
| Anastázie Michajlovna Ruská |                                    |  |                             |                                       |  |  |  |  |  |  |  |                 |
|                             |                                    |  |                             |                                       |  |  |  |  |  |  |  |                 |
|                             |                                    |  | Fridrich Bádensko-Durlašský |                                       |  |  |  |  |  |  |  |                 |
|                             |                                    |  |                             |                                       |  |  |  |  |  |  |  |                 |
|                             | Karel Fridrich Bádenský            |  |                             |                                       |  |  |  |  |  |  |  |                 |
|                             |                                    |  |                             |                                       |  |  |  |  |  |  |  |                 |
|                             |                                    |  |                             | Amálie Nasavsko-Dietzská              |  |  |  |  |  |  |  |                 |
|                             |                                    |  |                             |                                       |  |  |  |  |  |  |  |                 |
|                             | Leopold I. Bádenský                |  |                             |                                       |  |  |  |  |  |  |  |                 |
|                             |                                    |  |                             |                                       |  |  |  |  |  |  |  |                 |
|                             |                                    |  |                             | Ludvík Jindřich Geyer z Geyersbergu   |  |  |  |  |  |  |  |                 |
|                             |                                    |  |                             |                                       |  |  |  |  |  |  |  |                 |
|                             | Luisa Karolína Geyer z Geyersbergu |  |                             |                                       |  |  |  |  |  |  |  |                 |
|                             |                                    |  |                             |                                       |  |  |  |  |  |  |  |                 |
|                             |                                    |  |                             | Maxmiliána Kristiána ze Sponecku      |  |  |  |  |  |  |  |                 |
|                             |                                    |  |                             |                                       |  |  |  |  |  |  |  |                 |
|                             | Cecilie Bádenská                   |  |                             |                                       |  |  |  |  |  |  |  |                 |
|                             |                                    |  |                             |                                       |  |  |  |  |  |  |  |                 |
|                             |                                    |  |                             | Gustav III. Švédský                   |  |  |  |  |  |  |  |                 |
|                             |                                    |  |                             |                                       |  |  |  |  |  |  |  |                 |
|                             | Gustav IV. Adolf                   |  |                             |                                       |  |  |  |  |  |  |  |                 |
|                             |                                    |  |                             |                                       |  |  |  |  |  |  |  |                 |
|                             |                                    |  |                             | Žofie Magdalena Dánská                |  |  |  |  |  |  |  |                 |
|                             |                                    |  |                             |                                       |  |  |  |  |  |  |  |                 |
|                             | Žofie Vilemína Švédská             |  |                             |                                       |  |  |  |  |  |  |  |                 |
|                             |                                    |  |                             |                                       |  |  |  |  |  |  |  |                 |
|                             |                                    |  |                             | Karel Ludvík Bádenský                 |  |  |  |  |  |  |  |                 |
|                             |                                    |  |                             |                                       |  |  |  |  |  |  |  |                 |
|                             | Frederika Dorotea Bádenská         |  |                             |                                       |  |  |  |  |  |  |  |                 |
|                             |                                    |  |                             |                                       |  |  |  |  |  |  |  |                 |
|                             |                                    |  |                             | Amálie Hesensko-Darmstadtská          |  |  |  |  |  |  |  |                 |
|                             |                                    |  |                             |                                       |  |  |  |  |  |  |  |                 |